# Дубриничі (станція)
Дубри́ничі — проміжна залізнична станція 5-го класу Ужгородської дирекції Львівської залізниці на електрифікованій лінії Самбір — Чоп між станціями Великий Березний (12 км) та Перечин (10 км). Розташована у північній частині села Дубриничі Ужгородського району Закарпатської області.

## Історія
Станція відкрита у 1893 році  складі дільниці Ужгород — Великий Березний.
У 1968 році станція електрифікована постійним струмом в складі дільниці Самбір — Чоп.

## Пасажирське сполучення
На станції Дубриничі зупиняються  приміські електропоїзди сполученням Ужгород — Сянки.